# ミックファイア
ミックファイア（欧字名:Mick Fire、2020年4月5日 - ）は、日本の競走馬。主な勝ち鞍は2023年のジャパンダートダービー、羽田盃、東京ダービー、ダービーグランプリ。
2023年に、史上2頭目となる無敗での南関東クラシック三冠を達成した。

## 経歴

### デビュー前
2020年4月5日、北海道新ひだか町の高橋ファームで生まれる。2021年の北海道サマーセール1歳市場に上場され、500万円（税別）で星加浩一により落札される。その後大井競馬の渡邉和雄厩舎に入厩した。
名前は当初、ロシアの戦闘機にあやかりミグファイアになる予定だったが、世界情勢を鑑みミックに変更された。

### 2歳（2022年）
9月23日大井ダート1600mの2歳新馬戦に矢野貴之とのコンビで1番人気で出走。レースでは好スタートからハナを奪うと、最後の直線で後続に5馬身差をつけてデビュー戦を勝利で飾った。2戦目は11月1日大井ダート1600mの2歳144万上では新馬戦同様、道中軽快に逃げると最後の直線でも脚色は衰えることなく2着以下に5馬身差をつけ2連勝とした。12月7日大井ダート1800mのひばり特別では鞍上に本田正重を迎え、レースでは2着馬サベージに3馬身差をつけて逃げ切り勝ちを収め、3連勝で2歳シーズンを終えた。

### 3歳（2023年）
陣営は3歳初戦として羽田盃前に一戦を挟む予定だったが裂蹄を発症、一時は出走も危ぶまれたが、ミッドウェイファームでの坂路を使用しての調整が奏功して症状は改善し、南関東クラシック一冠目5月10日の羽田盃には直行することとなった。5カ月の休養明けかつ重賞初挑戦ということもあり4番人気にとどまったが、御神本訓史との初コンビとなったレースでは道中2番手追走から4コーナーで先頭に立つと最後は2着のヒーローコールに6馬身もの差をつけ圧勝した。
続く6月7日の東京ダービーでは単勝1.5倍の圧倒的1番人気に推され、レースでは2番手追走から3コーナーで先頭に並びかけると最後の直線ではヒーローコールら後続馬に6馬身差をつけ快勝。2004年アジュディミツオー以来19年ぶりの無敗の東京ダービー馬誕生とともに、2014年ハッピースプリント以来9年ぶりの南関東牡馬クラシック二冠馬ともなった。また、鞍上の御神本訓史は14回目の挑戦で東京ダービー初制覇となり、レース後のインタビューで御神本は「今年、南関同士でやるのが最後ですし、また人気を背負ってのダービーでしたし、思うものはたくさんあったのですが、勝つことが出来てホッとしたのと非常に嬉しく思います。」と振り返った。
そして三冠を目指して臨んだジャパンダートダービー（JDD）でも、兵庫チャンピオンシップを圧勝したミトノオーや兵庫ジュニアグランプリを制したオマツリオトコ、青竜ステークス勝馬のユティタムといったJRA勢を抑えて単勝2.0倍の1番人気に支持される。迎えたレースではミトノオーやユティタムらの先行を許して道中は5番手の外目を追走という今までにない形の競馬となったが、最後の直線でミトノオーとの差を徐々に詰めて残り100メートルを切ったところでかわし、最終的には2着のキリンジに2馬身半差をつけてゴール。史上8頭目、羽田盃・東京ダービー・JDDが南関東3歳三冠に設定されてからは初にして唯一（2024年からのダート競走再編に伴い、南関東三冠そのものが新たに3歳ダート三冠として整備されるため）となる三冠を、トーシンブリザード以来22年ぶり2頭目となる無敗で達成した。地方競馬所属馬のJDD勝利は2021年のキャッスルトップに次ぐ史上7頭目、大井所属馬のJDD勝利は1999年の第1回に勝利したオリオンザサンクス以来24年ぶり2頭目。鞍上の御神本と調教師の渡邉は初のJDD勝利となった。レース後は場内で「御神本コール」が沸き起こり、鞍上の御神本は三冠ポーズで声援に応えた。
三冠達成後の始動戦は、左回りと長距離輸送を経験させるため、盛岡のダービーグランプリに出走した。道営三冠馬となったベルピット、同レース全て2着のニシケンボブ、不来方賞でミニアチュールの岩手三冠を阻止したルーンファクター、サンタアニタダービー2着のマンダリンヒーローらが出走する中で、ミックファイアは単勝1.1倍の圧倒的1番人気となった。レースでは好スタートからハナを奪い、4コーナー付近でマンダリンヒーローと競り合ったが、地力で押し切って1着でゴール。同レース史上初の無敗馬による勝利となった。しかし、レース後は体重が30キロ以上減少するほどの不調となり、選出されていた大井のJBCクラシックを回避した。
その後、初の古馬混合戦としてチャンピオンズカップと東京大賞典の両睨みで登録していたが、地元大井でのGIとなる東京大賞典に出走した。10月に本馬場がオーストラリア産の白砂に変わり、砂厚も8cmから10cmとなった直後でもあり、JRA勢の古馬にどこまで競えるかに注目が集まった。単勝オッズは前年の覇者であるウシュバテソーロ、JBCクラシックを制したキングズソードに次ぐ6.7倍の3番人気であった。レースはスタート直前にゲートに突進して出遅れ、馬群の中団外を進む展開になる。ハナを奪ったウィルソンテソーロも1000mで1分3秒台というスローペースで進み、不利な展開となった。その後も終始外を回ることになって最後の直線で脚が上がり、8着に敗れた。

### 4歳（2024年）
1月16日に発表された「NRAグランプリ2023」の表彰において3歳最優秀牡馬に選出された。
2月18日、初めての中央競馬となるフェブラリーステークスに特別登録を行い、矢野貴之とのコンビで出走した。2戦目ぶりのマイル戦だが、舞台である東京競馬場・ダート1600mは芝スタートのワンターンであり、スタートダッシュと軽い砂質から生じるスピード勝負に対応できるかが課題となった。単勝オッズは、ここまで5戦すべて連対していたオメガギネスが1番人気、前年の東京大賞典で2着だったウィルソンテソーロが2番人気、3着だったドゥラエレーデが3番人気であり、ミックファイアは34.4倍の9番人気であった。レースはドンフランキーが好スタートからハナを奪うがその後は折り合いを欠き、前半の600mは33.9秒と極めて速いペースとなった。ミックファイアより先行していた人気勢のオメガギネス、ウィルソンテソーロ、ドゥラエレーデ等は、この速いペースに巻き込まれて総崩れとなり、11番人気のペプチドナイルが優勝する波乱の結果となった。ミックファイアはスタートダッシュが効かず中団を追走する形となったが、最後の直線で持ち前の持続力を見せ、勝馬から0.8秒差の7着に入線した。他に出走した地方馬であるイグナイター、スピーディキックの中では最先着であり、JRA勢を含む4歳馬でも最先着となった。
レースの反動で爪が割れ、登録していた川崎記念を回避。爪の様子を見ながら調教をこなし、5月1日のかしわ記念に吉原寛人との初コンビで出走した。前走と同じ左回りのマイル戦だが、舞台である船橋競馬場は大井競馬場と同じく本馬場がオーストラリア産の白砂であり、重いダートに適応できるかが課題となった。単勝オッズはJBCクラシック優勝馬のキングズソードが1番人気、東海ステークス優勝馬のウィリアムバローズが2番人気であり、ミックファイアは17.0倍の7番人気であった。レース当日は降雨の影響で前残りの不良馬場だったが、スタートの出遅れにより道中は9番手を追走する厳しい展開となった。それでもJRA勢を相手に追い上げを見せ、ゴール直前でウィリアムバローズを差して5着に入着し、3戦ぶりに掲示板に乗った。船橋所属のキャッスルトップやギガキング、カジノフォンテンを含め、他に出走した地方馬では最先着であった。
かしわ記念の後は休養に入り、当初は日本テレビ盃の始動を予定していたが回避し、10月14日のマイルチャンピオンシップ南部杯に出走した。3走連続のマイル戦で、前走と同じく吉原寛人とのコンビ。昨年のダービーグランプリでは初の遠距離輸送となり馬体重の減少に見舞われたが、今回は輸送を克服して装鞍所での馬体重は前走から14kg増加して505kgとなり、初めて500kgを上回った。レースは前年のフェブラリーステークスに優勝したレモンポップ、今年の同レースに優勝したペプチドナイルの2頭がマッチレースを繰り広げる中、今年の帝王賞で5着に入着したサヨノネイチヤが外を、ミックファイアが内を進み好位を追走した。残り400mを切ったところでサヨノネイチヤの脚が上がって上位2頭を追走する展開となったが、最後の直線でミックファイアも脚が上がり、残り200mを切った後で伏兵のキタノヴィジョンに差されて4着での入着となった。園田所属のアラジンバローズ、岩手所属のヒロシクンを含め、他に出走した地方馬では最先着であった。
次走は佐賀のJBCクラシックに選出されていたが回避し、年初からの最大目標であった12月1日のチャンピオンズカップに特別登録を行った。当日は大井競馬の開催日であったが、規定により競走馬と所属が異なる地方騎手を乗せることはできず、中央騎手のクリストフ・ルメールとの初コンビで出走した。舞台である中京競馬場・ダート1800mはスタート時点が上り坂の途中にあり、起伏が激しくスタミナが問われるコースである。地方馬としてはカジノフォンテン以来3年ぶりの出走となり、前身となるジャパンカップダートとフェブラリーステークスの両方に出走したのは、フリオーソ以来13年ぶりとなった。6時間の輸送をこなしてパドックも落ち着きを見せ、締め切り5分前の単勝オッズは40倍台後半だったが、本馬場入場時に激しく入れ込んで気性面の幼さが顕になり、最終的な単勝オッズは60.5倍の10番人気となった。レースはゲートが開く瞬間にトモを落とし、出遅れが致命傷となって最後方を追走する展開となり、最後まで為す術なく13着と大敗を喫した。更にはレース後に裂蹄が発覚し、選定されていた東京大賞典を回避した。

### 5歳（2025年）
5ヶ月の休養を経て、陣営は4月9日の川崎記念に出走することにした。その最終追い切りとして4月5日に同厩舎の3頭併せを大井競馬場で行ったが、ミックファイアは先行馬のアドマイヤルプスから6馬身の併走遅れとなり、2馬身先着したキリンジとは対照的な結果となった。レース当日の鞍上は御神本訓史とのコンビとなり、2023年の東京大賞典以来の再コンビとなった。スタートの直後、2つ外枠のグランブリッジが落馬寸前の大きな躓きをし、1つ外枠のメイショウフンジンが出ムチでハナを主張する形となった。1つ内枠のキリンジも好スタートを決めて、二の脚が使えなかったミックファイアは最後方に一時控える形になった。レースは昨年の優勝馬であるライトウォーリアが出遅れ、メイショウフンジンが楽に進んでスローペースとなり、2周目の向こう正面からロングスパートで捲ったメイショウハリオが優勝した。地方馬は転厩2戦目のディクテオンが2着に、最終追い切りで先着したキリンジも10番人気でありながら4着に入着した。一方、ミックファイアは6度のコーナーを外側で終始周ることになって9着に敗れ、昨年のマイルチャンピオンシップ南部杯に出走していたサヨノネイチヤにも先着を許す形となった。
古馬となってからはすべてG1級競走に出走しているが、一度も勝ちきれない状況が続いている。

## 競走成績
以下の内容は、netkeiba.comおよびJBISサーチの情報に基づく。
| 競走日     | 競馬場 | 競走名             | 格   | 距離 （馬場） | 頭 数 | 枠 番 | 馬 番 | オッズ （人気） | 着順 | タイム （上り3F） | 着差 | 騎手        | 斤量 [kg] | 1着馬（2着馬）         | 馬体重 [kg] |
| ---------- | ------ | ------------------ | ---- | ------------- | ----- | ----- | ----- | --------------- | ---- | ----------------- | ---- | ----------- | --------- | ---------------------- | ----------- |
| 2022.09.23 | 大井   | 2歳新馬            |      | ダ1600m（重） | 7     | 1     | 1     | 002.80（1人）   | 01着 | R1:43.3（38.5）   | -1.0 | 0矢野貴之   | 54        | （サワーキャンディー） | 496         |
| 0000.11.01 | 大井   | 2歳144.4万上       |      | ダ1600m（良） | 7     | 3     | 3     | 002.30（1人）   | 01着 | R1:40.7（38.9）   | -1.0 | 0矢野貴之   | 55        | （ブルマリンシェール） | 493         |
| 0000.12.07 | 大井   | ひばり特別         | 選抜 | ダ1800m（不） | 10    | 1     | 1     | 002.00（1人）   | 01着 | R1:54.9（38.4）   | -0.6 | 0本田正重   | 56        | （サベージ）           | 498         |
| 2023.05.10 | 大井   | 羽田盃             | SI   | ダ1800m（稍） | 16    | 3     | 6     | 013.60（4人）   | 01着 | RR1:50.9（37.2）  | -1.2 | 0御神本訓史 | 56        | （ヒーローコール）     | 482         |
| 0000.06.07 | 大井   | 東京ダービー       | SI   | ダ2000m（重） | 15    | 6     | 12    | 001.50（1人）   | 01着 | RR2:04.8（37.0）  | -1.2 | 0御神本訓史 | 56        | （ヒーローコール）     | 483         |
| 0000.07.12 | 大井   | ジャパンDダービー  | JpnI | ダ2000m（良） | 11    | 6     | 6     | 002.00（1人）   | 01着 | R2:04.6（38.7）   | -0.5 | 0御神本訓史 | 57        | （キリンジ）           | 487         |
| 0000.10.01 | 盛岡   | ダービーグランプリ | M1   | ダ2000m（不） | 7     | 7     | 7     | 001.10（1人）   | 01着 | R2:03.0（36.7）   | -0.2 | 0御神本訓史 | 56        | （マンダリンヒーロー） | 484         |
| 0000.12.29 | 大井   | 東京大賞典         | GI   | ダ2000m（良） | 9     | 8     | 8     | 006.70（3人）   | 08着 | R2:09.7（39.6）   | -2.4 | 0御神本訓史 | 56        | ウシュバテソーロ       | 494         |
| 2024.02.18 | 東京   | フェブラリーS      | GI   | ダ1600m（良） | 16    | 2     | 3     | 034.40（9人）   | 07着 | R1:36.5（37.6）   | -0.8 | 0矢野貴之   | 58        | ペプチドナイル         | 486         |
| 0000.05.01 | 船橋   | かしわ記念         | JpnI | ダ1600m（不） | 13    | 5     | 6     | 017.00（7人）   | 05着 | R1:41.1（40.0）   | -2.1 | 0吉原寛人   | 57        | シャマル               | 491         |
| 0000.10.14 | 盛岡   | マイルCS南部杯     | JpnI | ダ1600m（良） | 15    | 2     | 2     | 028.60（4人）   | 04着 | R1:37.4（37.7）   | -1.5 | 0吉原寛人   | 57        | レモンポップ           | 505         |
| 0000.12.01 | 中京   | チャンピオンズC    | GI   | ダ1800m（良） | 16    | 7     | 13    | 060.5（10人）   | 13着 | R1:52.4（37.9）   | -2.3 | 0C.ルメール | 58        | レモンポップ           | 500         |
| 2025.04.09 | 川崎   | 川崎記念           | JpnI | ダ2100m（稍） | 13    | 7     | 10    | 046.60（8人）   | 09着 | R2:20.6（40.1）   | -2.6 | 0御神本訓史 | 57        | メイショウハリオ       | 501         |
| 0000.07.02 | 大井   | 帝王賞             | JpnI | ダ2000m（良） | 13    | 6     | 10    | 106.00（8人）   | 11着 | R2:06.0（39.6）   | -2.9 | 0御神本訓史 | 57        | ミッキーファイト       | 501         |

- RRはレースレコード勝ちを示す
- 競走成績は2025年7月2日現在

## 血統表
| ミックファイアの血統                                 | ミックファイアの血統                               | ミックファイアの血統         | （血統表の出典）             | （血統表の出典） |
| 父系                                                 | シアトルスルー系                                   | シアトルスルー系             | シアトルスルー系             | [ § 2 ]          |
| 父 *シニスターミニスター Sinister Minister 2003 鹿毛 | 父の父Old Trieste 1995 栗毛                        | A.P. Indy                    | Seattle Slew                 | Seattle Slew     |
| 父 *シニスターミニスター Sinister Minister 2003 鹿毛 | 父の父Old Trieste 1995 栗毛                        | A.P. Indy                    | Weekend Surprise             |                  |
| 父 *シニスターミニスター Sinister Minister 2003 鹿毛 | 父の父Old Trieste 1995 栗毛                        | Lovlier Linda                | Vigors                       | Vigors           |
| 父 *シニスターミニスター Sinister Minister 2003 鹿毛 | 父の父Old Trieste 1995 栗毛                        | Lovlier Linda                | Linda Summers                |                  |
| 父 *シニスターミニスター Sinister Minister 2003 鹿毛 | 父の母Sweet Minister 1997 鹿毛                     | The Prime Minister           | Deputy Minister              | Deputy Minister  |
| 父 *シニスターミニスター Sinister Minister 2003 鹿毛 | 父の母Sweet Minister 1997 鹿毛                     | The Prime Minister           | Stick to Beauty              |                  |
| 父 *シニスターミニスター Sinister Minister 2003 鹿毛 | 父の母Sweet Minister 1997 鹿毛                     | Sweet Blue                   | Hurry up Blue                | Hurry up Blue    |
| 父 *シニスターミニスター Sinister Minister 2003 鹿毛 | 父の母Sweet Minister 1997 鹿毛                     | Sweet Blue                   | Sugar Gold                   |                  |
| 母 マリアージュ 2005 栗毛                            | 母の父*ブライアンズタイム Brian's Time 1985 黒鹿毛 | Roberto                      | Hail to Reason               | Hail to Reason   |
| 母 マリアージュ 2005 栗毛                            | 母の父*ブライアンズタイム Brian's Time 1985 黒鹿毛 | Roberto                      | Bramalea                     |                  |
| 母 マリアージュ 2005 栗毛                            | 母の父*ブライアンズタイム Brian's Time 1985 黒鹿毛 | Kelley's Day                 | Graustark                    | Graustark        |
| 母 マリアージュ 2005 栗毛                            | 母の父*ブライアンズタイム Brian's Time 1985 黒鹿毛 | Kelley's Day                 | Golden Trail                 |                  |
| 母 マリアージュ 2005 栗毛                            | 母の母*アーミールージュ Armee Rouge 1999 鹿毛      | Miswaki                      | Mr. Prospector               | Mr. Prospector   |
| 母 マリアージュ 2005 栗毛                            | 母の母*アーミールージュ Armee Rouge 1999 鹿毛      | Miswaki                      | Hopespringseternal           |                  |
| 母 マリアージュ 2005 栗毛                            | 母の母*アーミールージュ Armee Rouge 1999 鹿毛      | All Along                    | *ターゴワイス                | *ターゴワイス    |
| 母 マリアージュ 2005 栗毛                            | 母の母*アーミールージュ Armee Rouge 1999 鹿毛      | All Along                    | Agujita                      |                  |
| 母系(F-No.)                                          | (FN:1-d)                                           | (FN:1-d)                     | (FN:1-d)                     | [ § 3 ]          |
| 5代内の近親交配                                      | Mr. Prospector 5 × 4 = 9.38%                       | Mr. Prospector 5 × 4 = 9.38% | Mr. Prospector 5 × 4 = 9.38% | [ § 4 ]          |
| 出典                                                 | 1. 2. 3. 4.                                        | 1. 2. 3. 4.                  | 1. 2. 3. 4.                  | 1. 2. 3. 4.      |

- 3代母のオールアロングは1982年ヴェルメイユ賞、1983年凱旋門賞、ロスマンズインターナショナルステークス、ターフクラシックステークス、ワシントンDCインターナショナルを制し、当時の牝馬における獲得賞金記録馬。フランスとアメリカ両国で年度代表馬に選ばれ、1990年にアメリカ競馬名誉の殿堂博物館に認められ、殿堂馬として選定された。